# Pier im IGA-Park Rostock

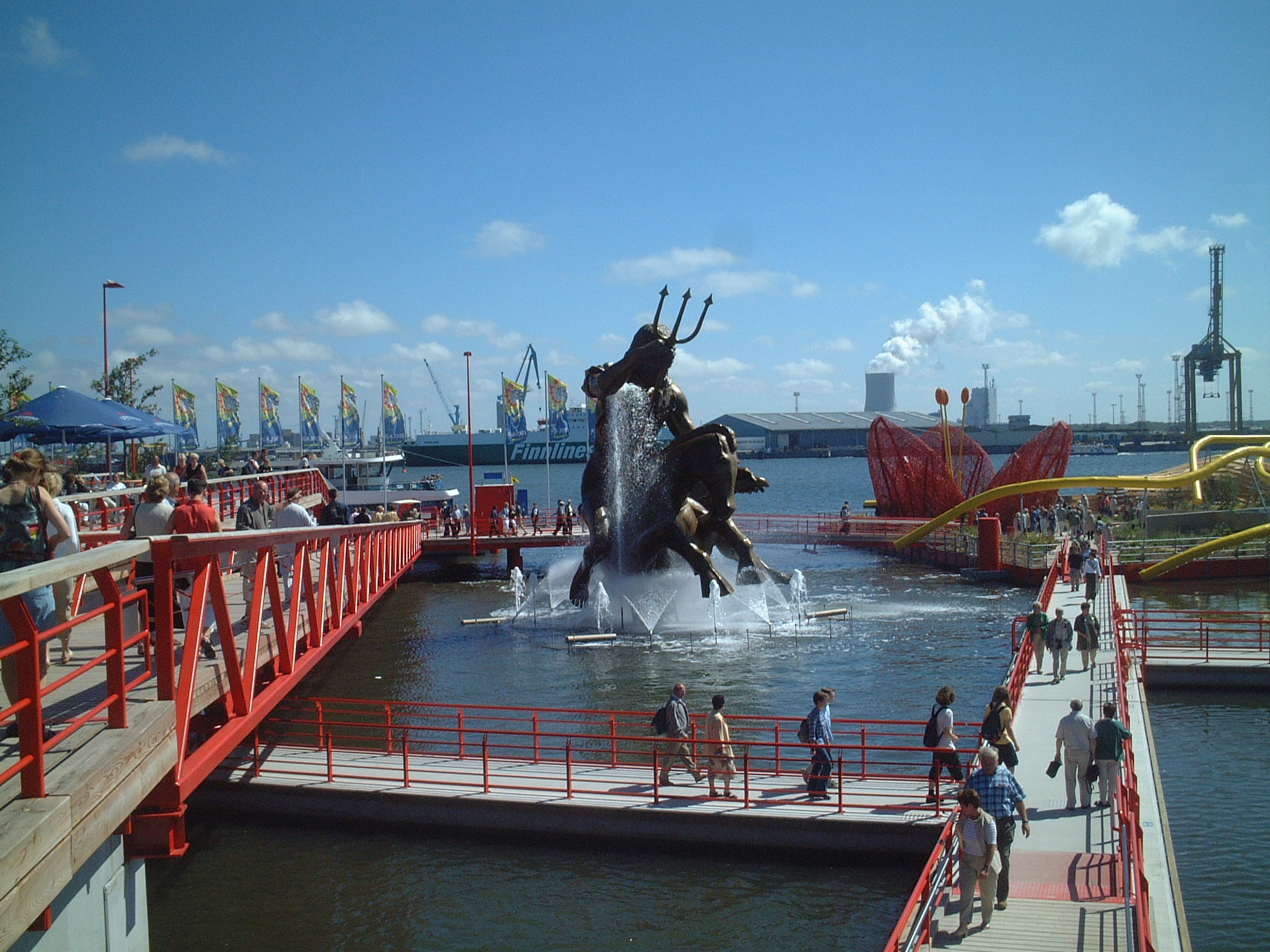
IGA Rostock, Steganlage mit Neptun, 2003

Die Pier im IGA-Park Rostock ist eine rund 250 Meter lange Seebrücke in Rostock an der Warnow, die 2003 im Zuge der Internationalen Gartenbauausstellung mit einem Schiffsanleger errichtet wurde.

## Geschichte

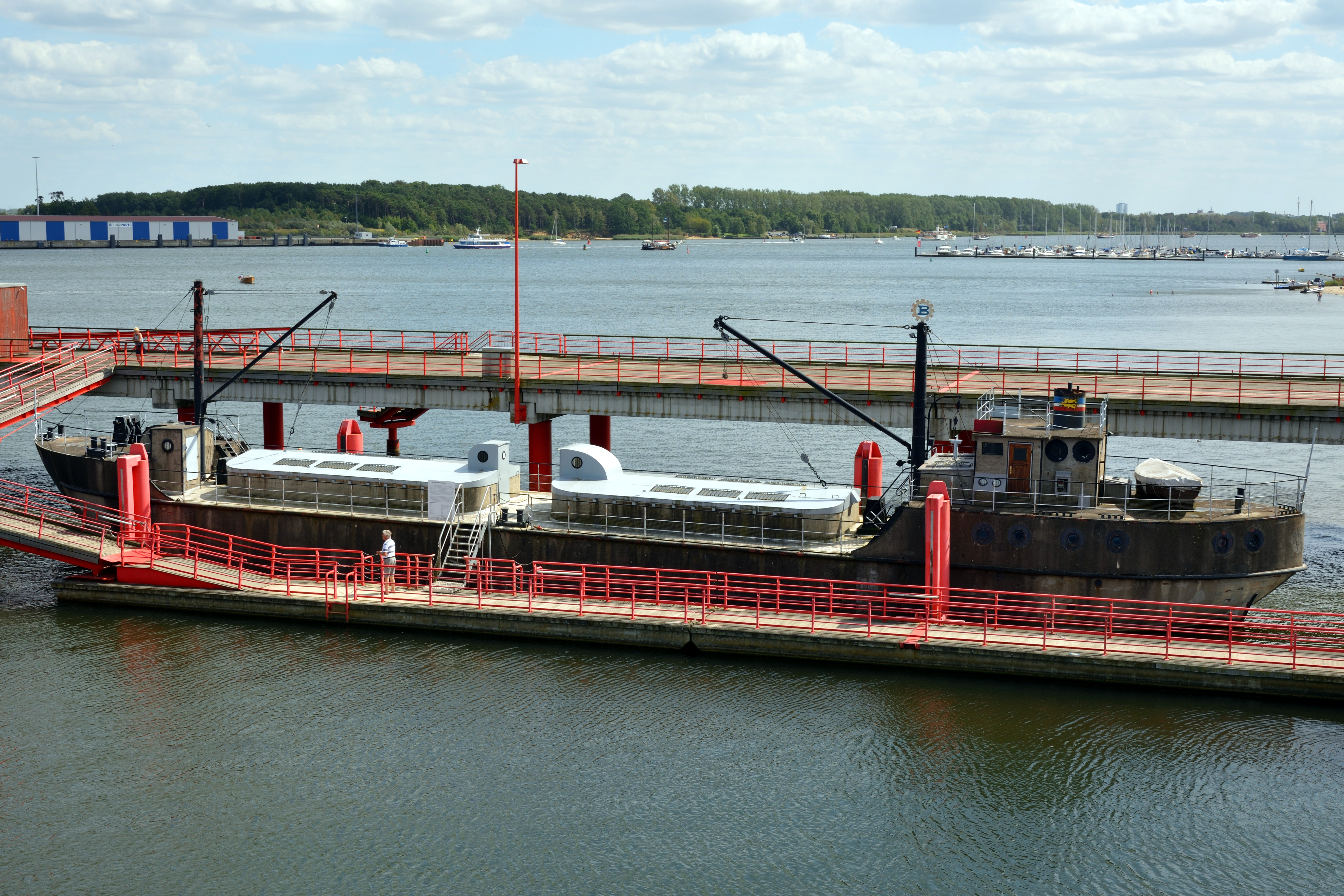
Die Pier mit Betonschiff Capella, 2019

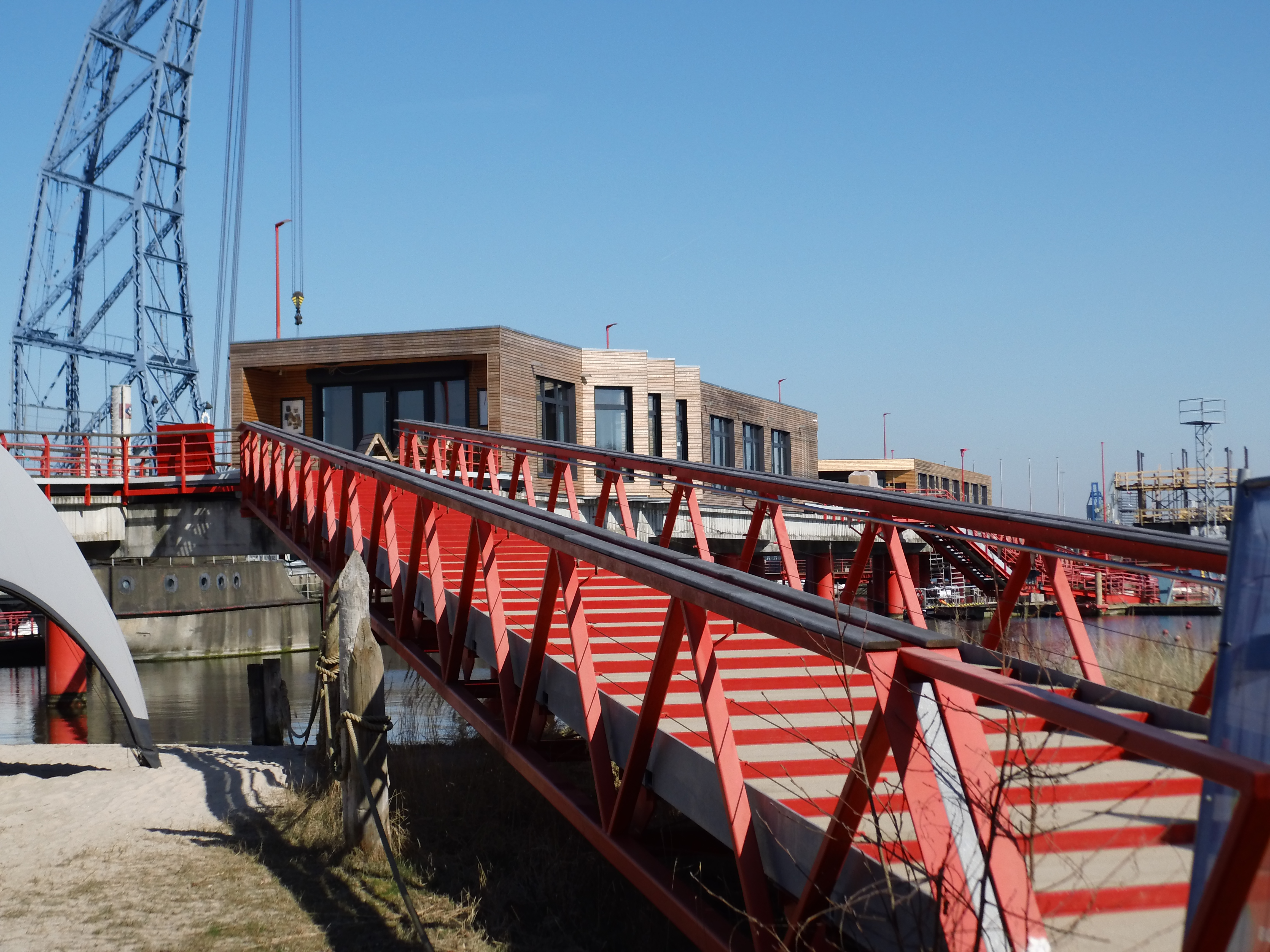
Der Strandzugang zur Pier, 2025

Die Steganlage an der Warnow in Rostock-Schmarl auf dem ehemaligen IGA Gelände zwischen dem Traditionsschiff Typ IV Dresden und dem Strandabschnitt mit rund 200 Meter Länge und 11 Meter Breite wurde 2003 fertiggestellt. Sie steht auf Betonpfeilern. Nachts wurde sie beleuchtet. Der vorhandene Schiffsanleger an der Stirnseite wurde für Schiffe der Blauen Flotte für den Ausflugsverkehr zwischen dem Stadthafen Rostock und Warnemünde genutzt. An der nördlichen Seite haben historische Arbeitsschiffe wie der Schwimmkran Langer Heinrich, das Betonschiff Capella und das Hebe- und Kranschiff 1. Mai als Exponate der Freilichtausstellung des Schifffahrtsmuseums Rostock ihren ständigen Liegeplatz.

## Nachnutzung

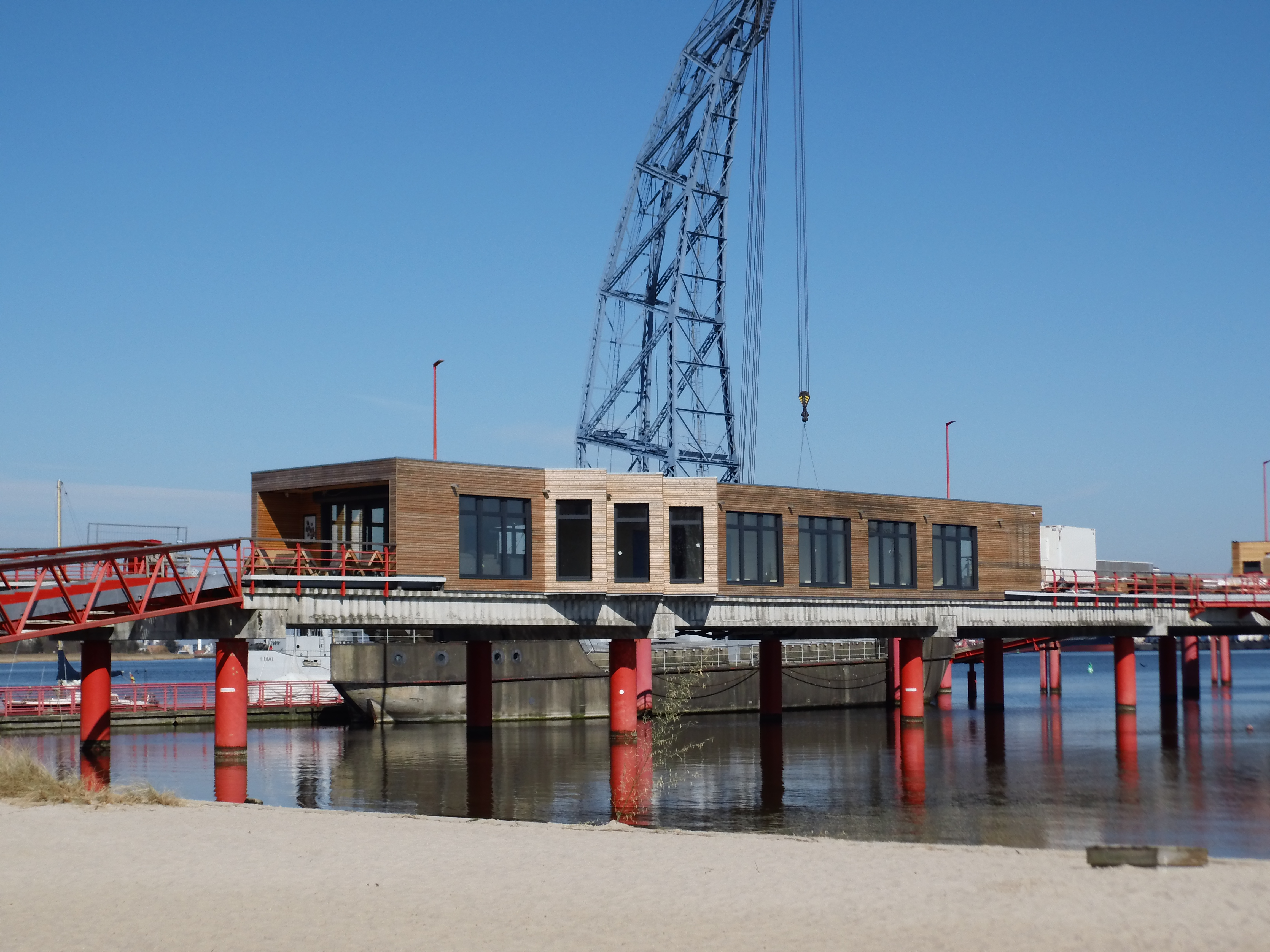
Empfangsgebäude der Wakeboardanlage Supieria, 2025

Die Randlage und die schlechte Verkehrsanbindung stellten sich als problematisch heraus, der Besuch des IGA-Parks war bis 2019 nur gegen Eintrittsgeld möglich. Aufgrund baulicher Mängel war die Verkehrssicherheit der Steganlage nicht mehr gegeben, und sie wurde 2016 für den öffentlichen Verkehr gesperrt. Ein beliebter Aussichtspunkt um den Schiffsverkehr auf der Warnow zu beobachten, war nicht mehr zugängig.

## Neubelebung

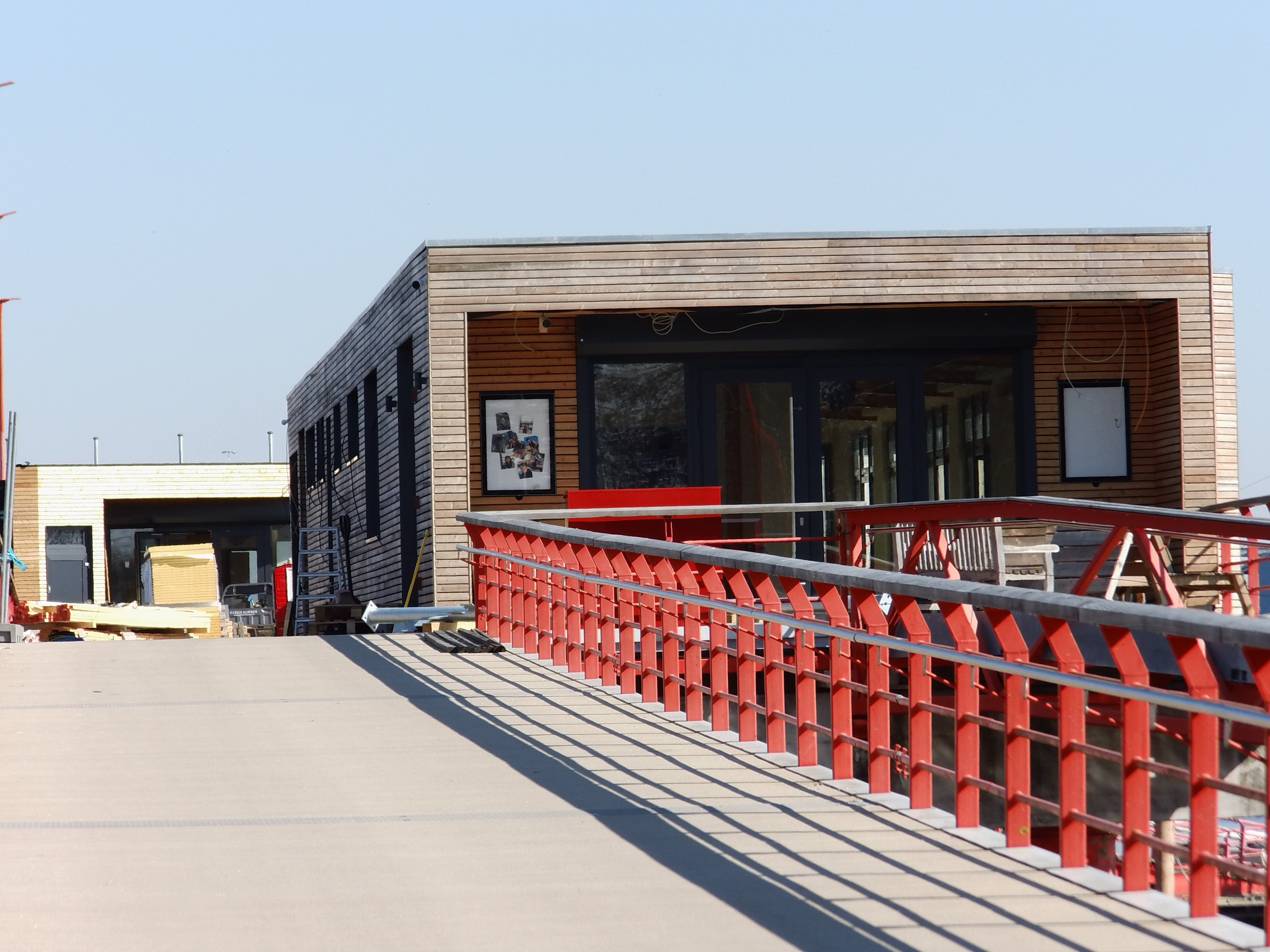
Der Zugang zur Pier im IGA-Park von Rostock, 2025

Nach der jahrelangen Sperrung der Steganlage befindet sie sich seit 2023 in einer umfangreichen Sanierung und Wiederaufbau durch die zuständige Museumspark Rostock GmbH. Gegenwärtig wird die Steganlage wieder begehbar gemacht und damit für Besucher auch wieder der Zugang zu den historischen Schiffen – das Betonschiff Capella und der Schwimmkran Langer Heinrich – ermöglicht. Bis zum Sommer 2024 sollen durch den Wasserpark Supieria die Steganlage mit neuen Attraktionen einer neuen Funktion zugeführt werden.
Die Bauarbeiten auf der Pier haben sich verzögert. Mit dem Saisonstart der Wasserskianlage soll auch das Restaurant auf der Brücke mit 80 Plätzen seine Pforten öffnen. Insgesamt vier Gebäude umfassen rund 800 m² Nutzfläche auf der Steganlage, neben dem Eingangsbereich Supieria und dem Restaurant entstehen auf dem Kopf der Pier der Rutschenturm mit Eventlocation und ein kleines Sozialgebäude.

## Wiedereröffnung

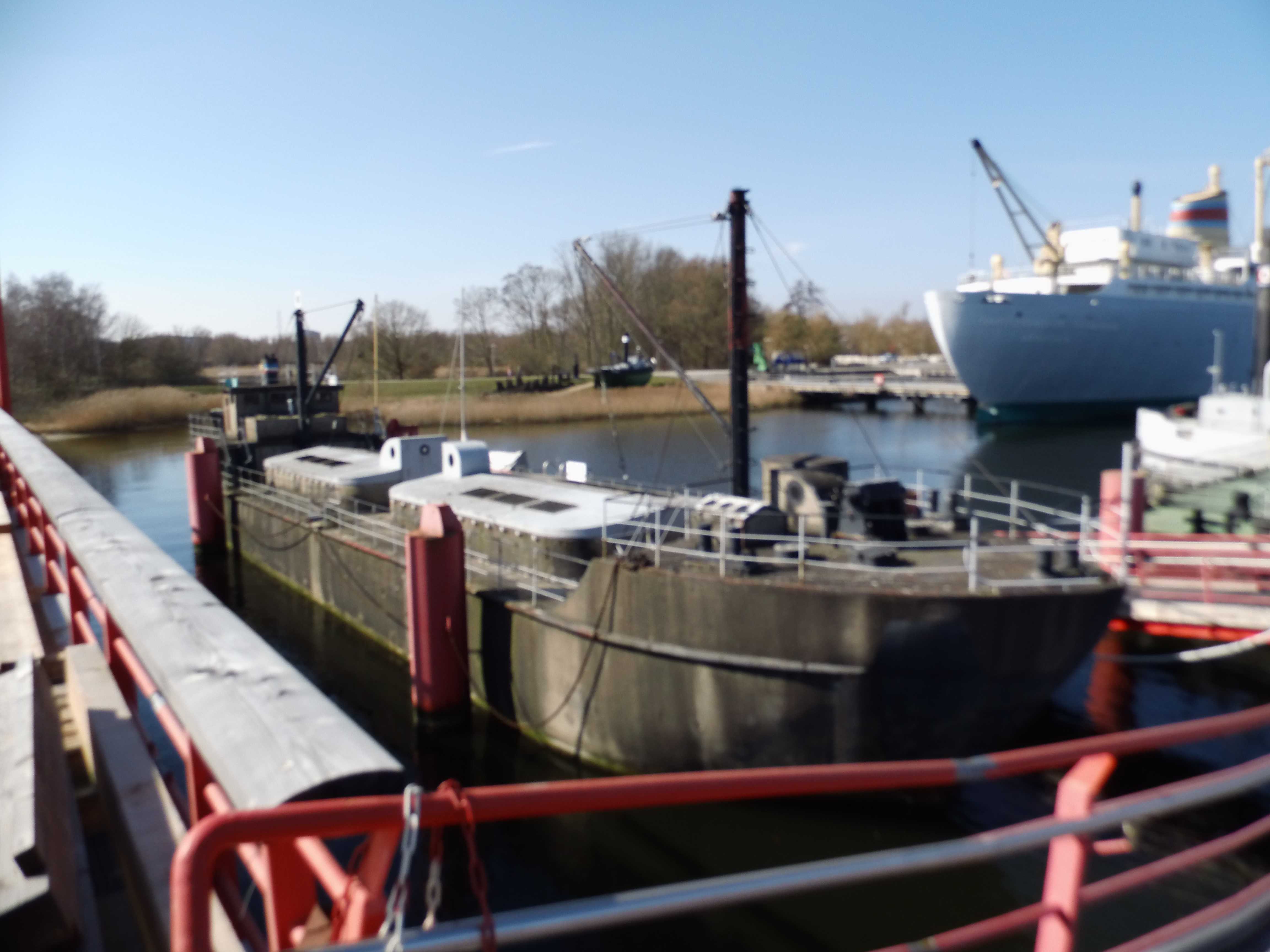
Betonschiff Capella, 2025

Zu den Osterfeiertagen erfolgte bei züftigem Schietwetter am 18. April 2025 die Eröffnung der Warnow-Pier im IGA-Park.